# Polypedilum tananense
Polypedilum tananense är en tvåvingeart som beskrevs av Sasa och Hasegawa 1988. Polypedilum tananense ingår i släktet Polypedilum och familjen fjädermyggor. Inga underarter finns listade i Catalogue of Life.